# NGC 5193
NGC 5193 este o brightest cluster galaxy⁠(d) situată în constelația Centaurul. A fost descoperită în 3 iunie 1836 de către John Herschel. Se află la o distanță de 36,31 de megaparseci de Pământ.